# Wilhelm Becker (astrônomo)
Wilhelm Becker (Münster, 3 de julho de 1907 – Binningen, 20 de novembro de 1996) foi um astrônomo alemão. Irmão do astrônomo Friedrich Becker.
Becker foi a partir de 1953 diretor do Observatório Astronômico da Universidade de Basileia. Sua área de trabalho foi a espectrofotometria.

## Condecorações
Em 1976 recebeu a Ordem do Mérito da República Federal da Alemanha. Recebeu a Medalha Carl Friedrich Gauß de 1966 e a Medalha Karl Schwarzschild de 1977 da Astronomische Gesellschaft. Em 1974 foi eleito membro correspondente da Sociedade Científica de Braunschweig.